# Pittosporum undulatum
Espèce
Pittosporum undulatum est une espèce de plantes à fleurs de la famille des Pittosporacées.